# Бертолд II фон Боген
Бертолд II фон Боген (на немски: Berthold II von Bogen; * ок. 1125; † 21 март 1167) от род фон Боген, странична линия от династията Бабенберги от Австрия е граф на Боген и Виндберг (1146 – 1167), фогт на Обералтайх (1154), Прюфенинг (1156) и Виндберг (1158).

## Произход и наследство
Той е син и наследник на граф Алберт II фон Боген-Виндберг († 13 януари 1146) и втората му съпруга графиня Хедвиг (Хадвиг) фон Виндберг († 1 декември 1162) от род Ваймар-Орламюнде-Истрия, вдовица на граф Херман I фон Винценбург († 1137/1138), дъщеря на граф Попо фон Истрия-Крайна († 1098) и Рихарда фон Спонхайм († 1112/1130).
Внук е на граф Адалберт I фон Боген и Виндберг († 1100) и съпругата му Лиутгард фон Дисен-Регенсбург († 1110/1120), наследничка на територията Виндберг, дъщеря на граф Фридрих I фон Регенсбург/Фридрих II фон Дисен († 1075), катедрален фогт на Регенсбург, и Ирмгард фон Гилхинг.
Родът фон Боген е през 12 и 13 век значим висш род в Бавария с резиденция северно от Дунав до Щраубинг. Около 1140 г. баща му и майка му основават манастир Виндберг с помощта на епископ Ото фон Бамберг († 1139), който е осветен на 21 и 22 май 1142 г.
Бертолд II става през 1146 г. граф на Боген-Виндберг и продължава конфликтите на баща му против епископите на Регенсбург и Пасау, баварските херцози и маркграфските братовчеди. Той помага на заселването на граничните горски територии и е фогт на Нидералтайх, Регенсбург, Пасау, Прюфенинг и Виндберг.

## Фамилия
Първи брак: с Матилда фон Формбах-Питен († 7 ноември 1160), дъщеря на граф Екберт II фон Формбах († 1144) и съпругата му маркграфиня Вилибирг от Щирия († 1145). Бракът е бездетен.
Втори брак: ок. 1164 г. с Лиутгард фон Бургхаузен († 24 февруари 1195), дъщеря на граф Гебхард I фон Бургхаузен († 1163) и маркграфиня София фон Ветин-Майсен († сл. 1190). Те имат две деца:
- Адалберт III фон Боген/IV (* 11 юли 1165; † 20 декември 1197), граф на Боген-Виндберг (1197), женен 1184 г. за принцеса Людмила Бохемска (* 1170; † 4 август 1240), дъщеря на бохемския херцог Фредерик († 1189) и Елизабет/Ержебет от Унгария († сл. 1190), дъщеря на крал Геза II († 1162).
- Хедвиг († 13 юни сл. 1188), омъжена за граф Екберт I фон Дегендорф и Пернег († 19 януари 1200), син на Улрих III (I) фон Дегендорф и Пернег († сл. 1172) и съпругата му графиня Кунигунда фон Формбах-Питен († сл. 1151).